# Pablo Tosco
Pablo Tosco (Córdoba, Argentina, 1975) es un fotoperiodista y realizador argentino.
Ha centrado su trabajo en el impacto de los conflictos armados, la crisis climática y la desigualdad en la vida de las personas más vulnerables.

## Biografía
Tosco nació en Córdoba (Argentina) en 1975, y creció en el barrio Villa Centenario, en el noroeste de la ciudad. Cursó su educación primaria y secundaria en el Colegio Primera Junta y el Colegio Juan Mantovani.
Con 15 años ya trabajaba en un videoclub de una favela, y filmaba con una videocámara bodas, bautizos y fiestas en los alrededores de Villa Allende. «Descubrí que quería dedicarme a contar historias humanas.» 
En 1995 obtiene la licenciatura en imagen y sonido y en 1999 la licenciatura en comunicación social por la Universidad Nacional de Córdoba. 
En el año 2000 se traslada a Barcelona donde obtiene un máster en producción documental. Al agravarse la crisis política, social en Argentina decide quedarse en España para iniciar aquí su carrera profesional.: «Empecé a hacer vídeos, pero la cercanía a la fotografía documental empezó a aparecer de forma natural. Esta forma de contar lo que vi y viví ganó peso y hoy trabajo en ambos formatos» .
Ha trabajó durante un tiempo en la Fundación Vicente Ferrer, que actúa en numerosos pueblos del distrito de Anantapur, uno de los más pobres del estado de Andhra Pradesh (sureste de la India).
Desde 2004, Pablo Tosco trabaja para Oxfam Intermón en proyectos de cooperación, desarrollo y acción humanitaria en África y se dedica a documentar el trabajo educativo en Angola, en campos de refugiados de Chad, República Centroafricana, Siria, Sudán del Sur, Yemen. 
En 2021 gana un primer premio en el World Press Photo que premia su fotografía “ Yemen : el hambre, otra herida de guerra». 
Tosco vive y trabaja en Barcelona. Sus fotos son publicadas por Le Monde, El País, El Mundo, La Vanguardia, Clarín,  BBC , TVE , Al Jazeera CNN, The Guardian, The Washington Post, The New Yorker  y The New York Times  .

## Publicación
- Collectif (2015). Siria : La Primavera Marchita. Salamanca: Hispalibros. p. 176. ISBN 9788416176885.

## Documentales
- El conflicto sirio y las mujeres, Metropolis, Asociación Mundial de las Grandes Metrópolis, 2013 [1]
- Distrito Cero, película de Pablo Tosco, Jorge Fernández Mayoral, Pablo Iraburu, España, 2015, 65 min [17]
- El Desvío, documental, España, 2020 [18]

## Reconocimientos
- 2016: Festival de Cine Documental de Sebastopol, Premio del Programador, por su documental District Zero [19]
- 2021: World Press Photo, categoría « Temas contemporáneos “, premio por su fotografía “ Yemen: el hambre, otra herida de guerra» [5][20]